# П-800 „Оникс“
П-800 „Оникс“ (Индекс на УРАВ на ВМФ – 3М55, експортно наименование – „Яхонт“, според класификацията на НАТО: SS-N-26 Strobile („борова шишарка“)) е съветска/руска свръхзвукова универсална крилата противокорабна ракета (ПКР) със среден радиус на действие, предназначена за борба с мощни корабни групировки, вкл. авионосни и единични кораби в условията на силно огнево и радиоелектронн противодействие. Освен това, може да се използва и против наземни цели, при това далечината на поразяване на целта може да бъде увеличена до няколко пъти, в сравнение с щатните 300 километра при противокорабния вариант.

## Разработване
Разработката на оперативно-тактическия противокорабен комплекс четвърто поколение започва в края на 1970-те години в ЦКБМ на МОМ. За разлика от предшестващите съветски ПКР, имащи относително тясна „специализация“ според носителя, новият комплекс от самото начало е замислен като универсален: за него се предполага да бъде поставян на подводни лодки, надводни кораби и катери, самолети и брегови пускови установки. По степен на „универсалност“ той трябва да надмине чуждия „рекордьор“ в тази област – американската ПКР „Харпун“.
„Оникс“, заедно с ракетите от семейството Калибър, Х-35 „Уран“ и перспективните ракети „Циркон“ в близкото десетилетие трябва да изместят болшинството типове по-стари противокорабни ракети във ВМФ на Русия. Всичките горепосочени ракети се отличават с компактност, взаимозаменяемост и универсалност.

## Конструкция
Ракетата е изпълнена по нормална аеродинамична схема. Стартовият ракетен двигател на твърдо гориво (РДТТ) е поместен в горивната камера на свръхзвуков правопоточен въздушно-реактивен двигател (СПВРД), с прекратяване на работата на стартовата степен той се отделя от насрещния поток въздух.

## Тактико-технически характеристикина ракетата 3М55
- Дължина на ракетата:
  - Корабен вариант – 8 м[9] (8,6[1])
  - Авиационен вариант – 6,1 м[9]
- Диаметър на ракетата: 0,67 м[1]
- Размах на крилата: 1,7 м[9]
- Дължина на ТПК: 8,9 м[10]
- Диаметър на ТПК: 0,72 м[10]
- Маса на ракетата:
  - Стартова – 3000 кг[10]
  - С ТПК – 3900 кг[10]
- Максимална скорост: 884 м/с (М=2,6, или 3182 км/ч на височина)
- Скорост при повърхността: М=2 (2448 км/ч)
- Двигател:
  - Стартов – твърдогоривна стартово-ускорителна степен
  - Маршев – ПВРД, маса 200 кг, тяга 4 т
    - Гориво – керосин Т-6[10]
- Далечина на полета:
  - „Оникс“ – до 300 км (по комбинирана траектория),
  - „Оникс-М“ – до 800 км,
  - „Яхонт“ – до 300 км (по комбинирана траектория)[11]
- Височина на полета:
  - На маршевия участък – до 14 000 м[10][12]
  - На финалния участък – 10 – 15 м[10]
- Система за управление:
  - На маршевия участък – инерционна + радиовисокомер
  - На финалния участък – независима от времето моноимпулсна активно-пасивна РЛГСН, с ППРЧ (псевдослучайна промяна на работната честота)[13]
    - Далечина на откриване на целта (в активен режим) – не по-малко от 50 км[13]
    - Максимален ъгъл на търсене на цел – ± 45°[13]
    - Защита от смущения на самонасочващата се глава: разработчикът заявява, че е висока, в т.ч. от активни отклоняващи смущения, диполни облаци и др.[13]
    - Време за готовност за работа от момента на включване: не повече от 2 минути[13]
    - Потребяван ток във веригата 27 В: не повече от 38 А[13]
    - Маса на РЛГСН – 85 кг[13]
    - Условия за работа на ГСН:
      - Вълнение на морето – до 7 бала[13]
- Маса на БЧ:
  - „Оникс“ и „Оникс-М“ – 300 кг,
  - „Яхонт“ – 200 кг[10].

## Предимства
- задхоризонтна далечина на стрелбата;
- пълна автономност на бойното използване („стреляй и забрави“);
- набор от гъвкави („ниска“, „висока-ниска“) траектории;[14]
- високи свръхзвукови скорости на всички участъци на полета;
- пълна унификация за широка номенклатура носители (надводни кораби от всички основни класове, подводни лодки и наземни пускови установки).
- ниско забележима за РЛС (Технология „Стелт“)
- ефективно използване в условия на радиоелектронно противодействие[15].

Американската корабна ПВО няма ефективни средства за прихващане, с изключение на ракетите SM-6, приети на въоръжение и използвани в малък брой. Другите зенитни ракети има ниска вероятност за прихващане на „Оникс“. Авионосна ударна група (АУГ) може гарантирано да прихване максимум 1 – 5 ракети. Масирана ракетна атака от 10 – 50 ракети ще доведе до сериозни загуби в кораби на вражеската АУГ (почти сигурно е, че ще бъде потопен самолетоносачът, охраната на който е възложена на другите кораби от ескадрата). Също доста ефективно е използването на „Оникс“ съвместно с ракетите „Калибър“ и Х-35 „Уран“. Също в скоро време на въоръжение ще бъде приета ракетата „Циркон“ с хиперзвукова скорост на полета, което ще сведе прихващането на дадената ракета практически до нула. Вероятно използването на 5 – 6 „Циркона“ съвместно с 10 – 15 „Оникса“ или „Калибра“ ще позволи да се нанася гарантирано поражение на вражеските ескадри (първи до целите достигат „Цирконите“ нанасяйки първичните поражения на целите, така изваждайки от строя корабните системи, облекчавайки задачата за поразяване на кораба, след това повредените кораби са „довършвани“ от „Ониксите“ или „Калибрите“). Важен факт е, че ракетите „Калибър“, „Оникс“, „Циркон“, Х-35 „Уран“ имат почти еднаква далечина, което прави лесно съвместното използване на ракетите.
Ракетата „Оникс“ не е използвана в бойни условия срещу кораби, но изхождайки от опита на ВМФ свръхзвуковата скорост затруднява поразяването на тези ракети от зенитните ракети на противника.

## Модернизация

### 3М55М „Оникс-М“
През 2019 г. корпорацией „НПО машиностроене“, на базата на ракетата „Оникс“, разработва модернизираната ракета „Оникс-М“. Модернизация на крилатата ракета се заключава в увеличаването на точността на попадението както срещу надводните, така и срещу наземните цели, увеличаването на максималната далечина на полета на ракетата до 800 км, така също е повишена и защитеноста на ракетата от средствата за РЕБ.

### Х-61 „Яхонт-А“
Вариант на ПКР П-800 „Оникс“ с авиационно базиране. Вероятно се използва експортната версия на ракетата П-800, или „Яхонт“.

## Оператори и носители
„Ониксите“ изначално са планирани като универсален комплекс за самолети, надводни и подводни кораби и брегови установки, но в авиационна версия така и не се появява, а за надводните кораби и подводниците ракетата е заменена от Калибър.
 Русия – „Оникс“Подвижен брегови ракетен комплекс „Бастион“,
Малките ракетни кораби от проект 21631 „Буян-М“ (вместо КР „Калибър“),
Подводници проект 885 „Ясен“„Ясен“/М (вместо КР „Калибър“),
Корвети проект 20380 (вместо КР „Калибър“),
Фрегати проект 22350 (вместо КР „Калибър“),
 Виетнам – „Яхонт“Подвижен брегови ракетен комплекс „Бастион“ – два комплекса са доставени през юни 2010 г.
 Сирия – „Яхонт“Подвижен брегови ракетен комплекс „Бастион“ – два комплекса са доставени в края на 2011 г.
 Индия – „BrahMos“ (вариант на ракетата „Оникс“, разработен съвместно с министерството на отбраната на Индия)2 Разрушителя от проекта 61МЕ – „Раджпут“ – 1×4 ПУ БраМос: INS Ranvir и INS Ranvijay
Фрегати тип „Талвар“ (вместо КР „Калибър“),
Фрегати тип „Шивалик“ (вместо КР „Калибър“),
Разрушители тип „Колката“,
БраМос-А: на Су-30МКИ (една ракета)
БПРК с ракети „БраМос“.
 Индонезия – „Яхонт“
Доставка през първата половина на 2010 г., количество – неизвестно
Фрегати тип „Ван Спейк“.
Фрегатата „Освалд Сиахаан“ (KRI Oswald Siahaan (354))

## Бойно използване
На 15 ноември 2016 г. в хода на нанасянето на удари по обекти в Сирия е произведен пуск на ракети „Оникс“ от подвижен брегови ракетен комплекс „Бастион-П“ по цели на сушата.
Използват се за нанасяне на удари по Украйна в хода на руското нахлуване.